# Tazi turco
Il tazi turco o Turkish Greyhound oppure levriero d'Anatolia e in turco Anadolu Sultan Tazısı, è un levriero della Turchia rintracciabile in varie regioni dell'Anatolia centrale, dell'est dell'Anatolia e nel sud-est della provincia di Konya.
È una razza simile al tazy dell'Asia centrale, definibile come varietà o ecotipo locale. Non è riconosciuta da un club cinofilo nazionale in Turchia perché questa non esiste. Oggi si stimano un totale di 250 a 1000 cani di questa razza in Turchia.

## Storia

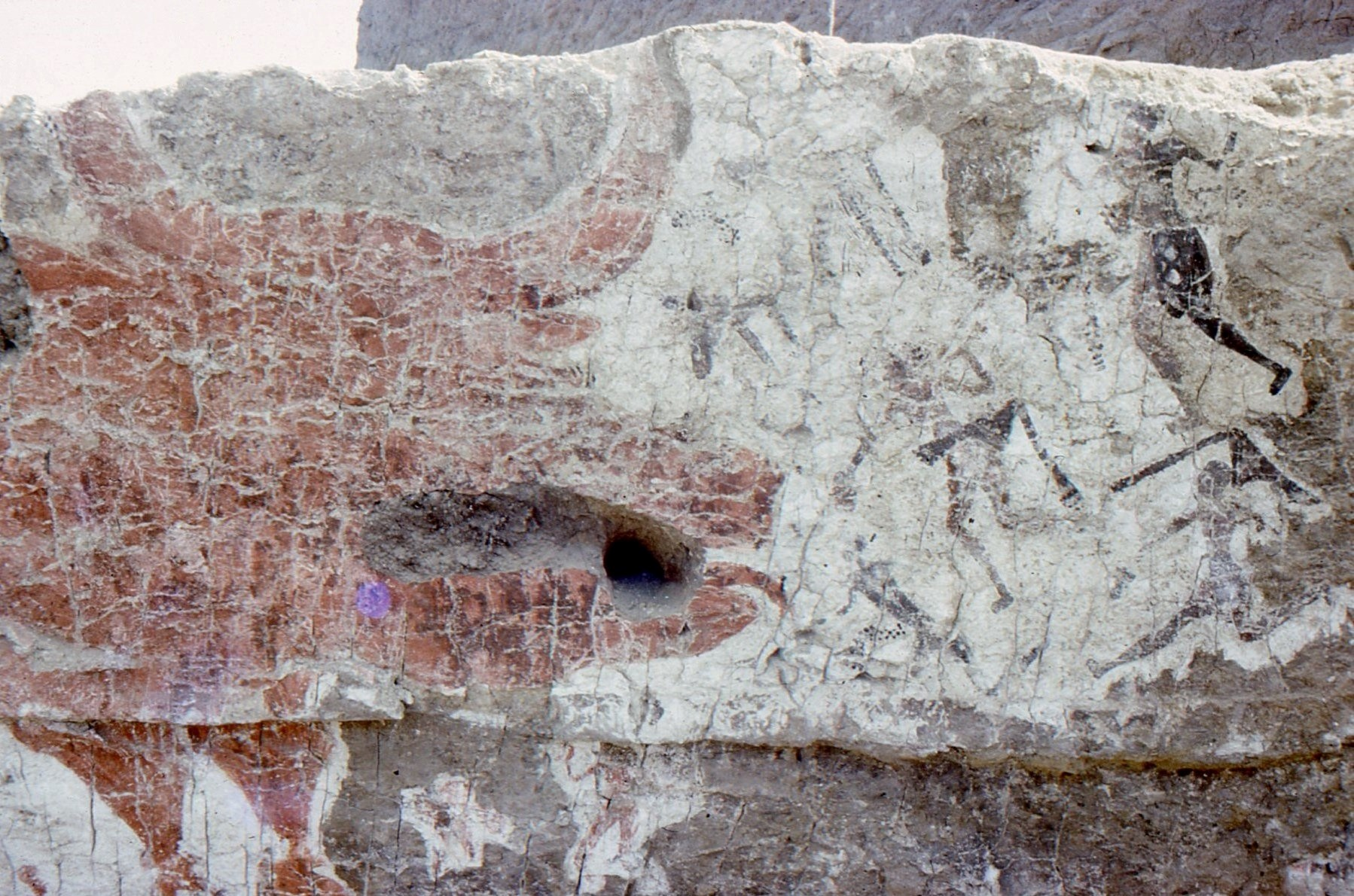
Murale di Çatalhöyük scavato da James Mellaart che mostra cacciatori neolitici che attaccano un uro (Bos primigenius)

Le origini di questa razza sono incerte. Vi sono infatti due teorie: la prima teoria sostiene che il Tazy turco sia originario dell'Anatolia, la seconda che la razza sia arrivata dalle regioni dell'Asia centrale all'Anatolia.
A sostegno della prima teoria vi sono i ritrovamenti resti di ossa di cane del periodo neolitico, tra i più antichi al mondo, nelle regioni di Hacilar e Catal Huyuk nella provincia turca di Konya, ai margini meridionali della pianura anatolica. 
La seconda teoria è sostenuta dal fatto che i popoli turchi intorno all'anno 1000 a.C. sono arrivati in Asia minore (Turchia) dalla Persia, accompagnati da cani da guardia e da caccia.
Il sultano Solimano il Magnifico andava a caccia con questi cani, come mostrano alcune miniature del XVI secolo, e per questo motivo è anche chiamato "Segugio del Sultano".

## Caratteristiche
Ha il pelo corto, di solito nero, grigio, bianco o combinazioni di questi colori. Sono più leggeri di Russian Borzoi (Russia), Irish Wolfhound (Irlanda), Chart Polski (Polonia), Galgo Espanol (Spagna), English Greyhound (Regno Unito), Magyar Agar (Ungheria), Scottish Deerhound (Regno Unito), Sloughi (Nord Africa). Il Whippet inglese e il levriero italiano sono più leggeri del Tazi turco. L'altezza media al garrese (62,0 cm).
È usato per la caccia in particolare per la caccia a quaglie, pernici, conigli, volpi e anche può andare a caccia di lupi, inoltre è usato per la cerca e il riporto della preda uccisa.
Il peso e altezza sono: maschi 20 - 25 kg, 60 - 70 cm; femmine 55 - 65 cm, 115 - 20 kg, ha un temperamento attivo, gentile, affettuoso e leale. Possono raggiungere i 65 km/h (40 mph) e mantenere questa velocità per 1 km; possiede un galoppo a doppia sospensione.

## Habitat
Il "tazi" turkmeno non si distingue dal "tazi" iraniano. In generale, entrambi hanno la pelle sottile. Esistono due tipi di mantello: uno molto corto senza sottopelo e l'altro con sottopelo. Il primo tipo non ha pelo lungo su orecchie e coda.
Il primo gruppo di cani, noto come "kirik", non ha il pelo lungo su orecchie e coda. Questi cani sono adattati a climi caldi e si trovano prevalentemente nelle steppe basse, nelle valli o negli altipiani pianeggianti, dove non ci sono grandi ostacoli nel paesaggio. Nei kirik le vene delle zampe sono ben visibili, soprattutto dopo una corsa dietro una lepre. Il corpo di questo gruppo è leggermente più lungo che alto.
Il secondo gruppo, noto come "polukaba", è caratterizzato da un pelo di media lunghezza. Questi cani vivono in zone montuose con terreni irregolari e hanno una corporatura più quadrata. Sebbene questi gruppi presentino differenze, non sono considerati razze separate. Si osservano piccole variazioni all'interno dei gruppi e lo scambio genetico tra di loro è frequente. I kirik, per tipo di pelle e pelo, sono quasi identici ai levrieri arabi, mentre i polukaba sono simili ai levrieri iraniani. Entrambi i gruppi sono sensibili al freddo e necessitano di protezione dalle basse temperature in inverno, come l'uso di cappotti di lana.